# کارل-گوستاو راسبی
کارل-گوستاو راسبی (انگلیسی: Carl-Gustaf Rossby; ۲۸ دسامبر ۱۸۹۸ – ۱۹ اوت ۱۹۵۷) دانشمند اهل سوئد بود. عدد راسبی به افتخار وی نامگذاری شده است. این کمیت یک عدد بدون بعد می باشد که برای توصیف رفتار سیال به کار می رود.